# 蒲氏睑虎
蒲氏睑虎（学名：Goniurosaurus zhelongi）也称蛰龙睑虎，一种分布于中华人民共和国广东省英德市的爬行动物，隶属于睑虎科洞穴睑虎属。